# KRT37
KRT37 هوَ كيراتين يُشَفر بواسطة جين KRT37 في الإنسان.